# Ernest Wilmot Lane

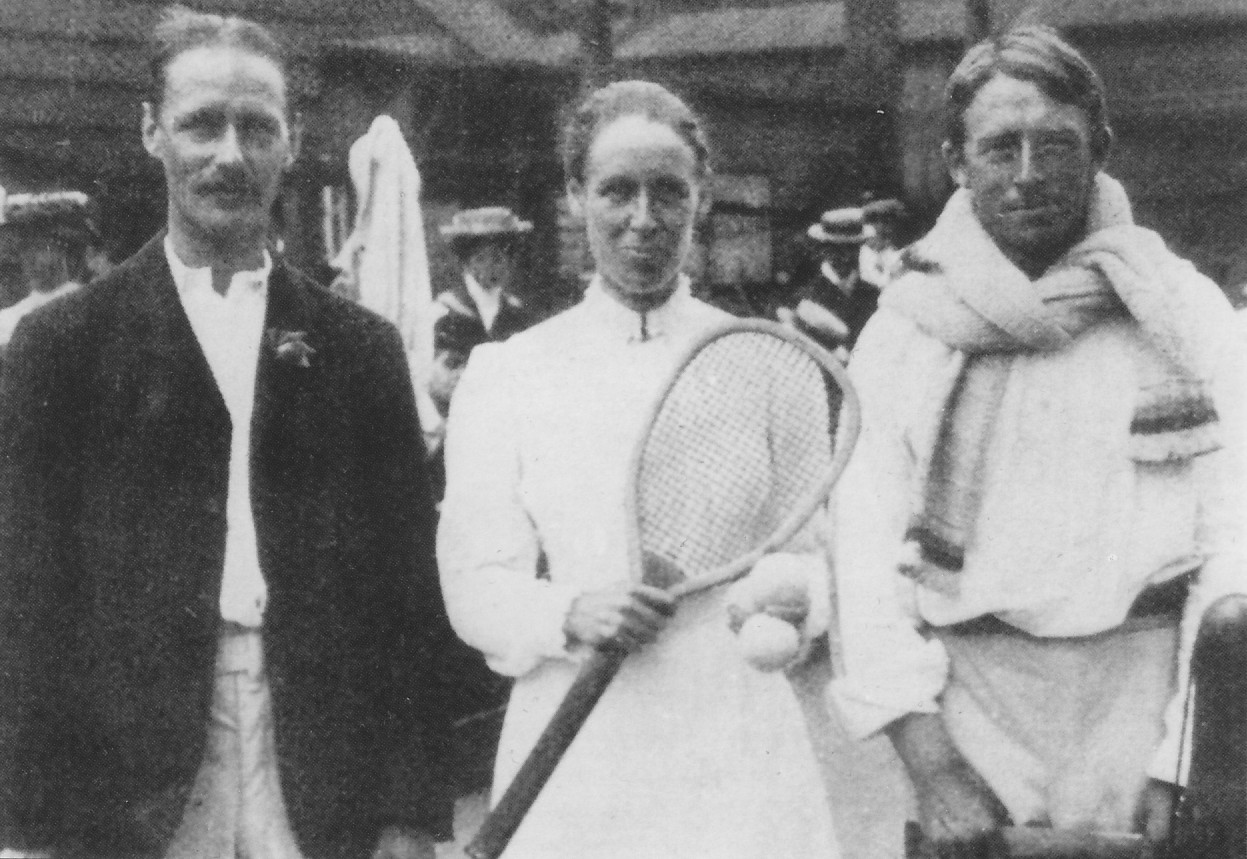
Ernest Wilmot Lane (links) mit seiner Schwester Elsie Lane und Major Josiah Ritchie 1904 in Hamburg-Uhlenhorst

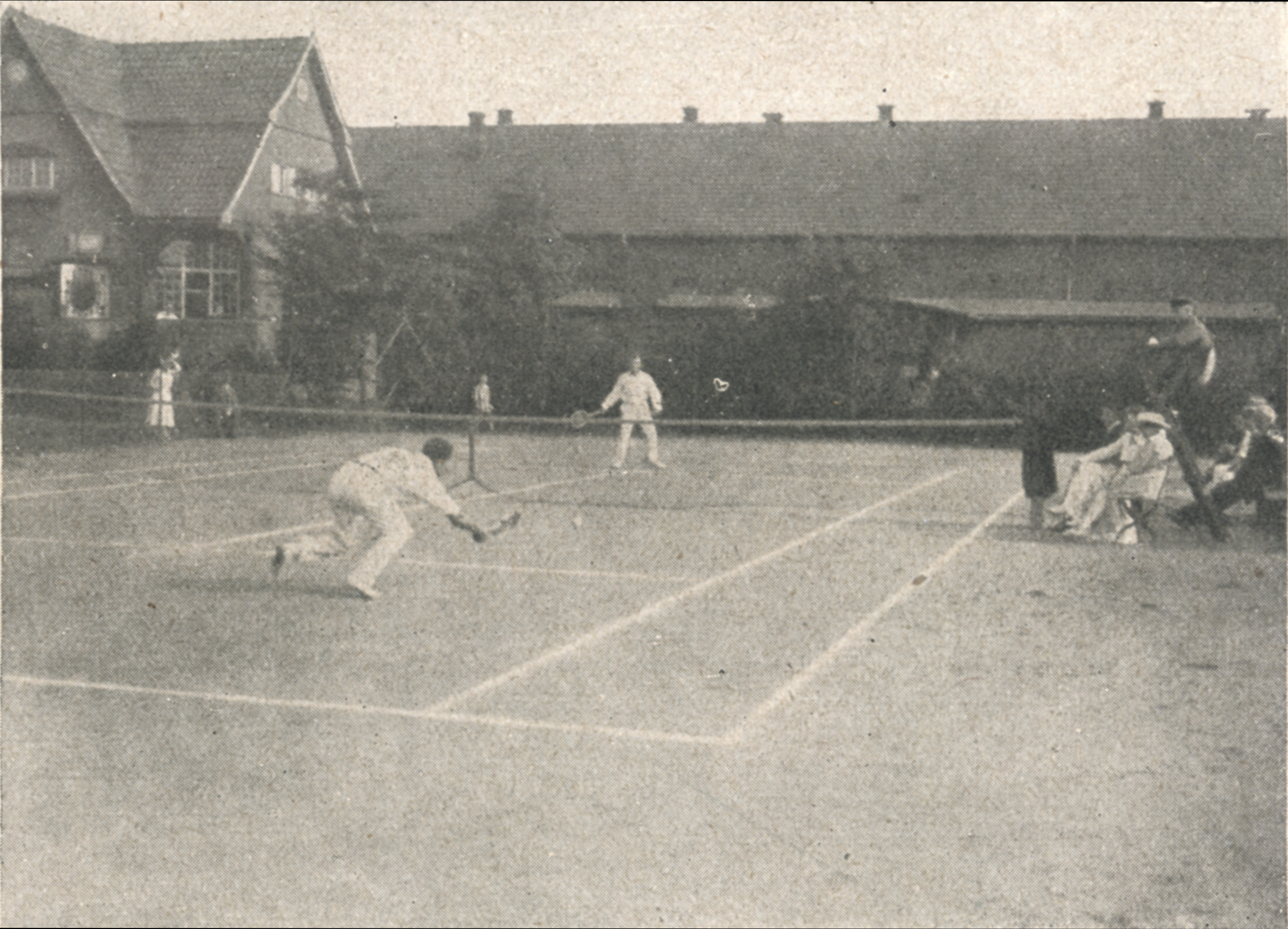
Juli 1919 auf dem Gelände des Deutschen Tennis Vereins Hannover am Schlachthof: E. W. Lane gegen Richard Stephanus junior im Herren-Einzel;
Ausschnitt aus der Zeitschrift Echo Continental, Nummer 8 vom 15. August 1919

Ernest Wilmot Lane (eigentlich: Wilmot Ernest Lane; geboren am 20. März 1869 in Winchester; gestorben im 20. April 1951) war ein englischer Tennisspieler und in London tätiger Manager.

## Leben
Lane war der dritte Sohn von Wilmot Lane, Esq. (* 19. September 1833) und dessen zweiter Ehefrau Martha (geborene Osborn). Er hatte sechs Brüder und fünf Schwestern, darunter die Tennisspielerin Elsie Lane (* 22. Juni 1867). Aus der Verbindung mit Florence Blakey ging der 8. Dezember 1917 geborene britische Banker Ronald Anthony Stuart Lane hervor.
Lane arbeitete bis zur Wende vom 19. zum 20. Jahrhunderts als erster Sekretär der in Australien ansässigen Electric Lighting & Traction Co. Etwa zu diesem Zeitpunkt wurde er als Freimaurer in die Union Waterloo Logde, No. 13 aufgenommen.
1904 gewann er gemeinsam mit seinem Tennispartner Josiah Ritchie die Internationalen Deutschen Meisterschaften im Doppel. 1906, 1907 und 1909 stand er im Hauptfeld der Wimbledon Championships.
Später wirkte Lane als Sekretär des Electricity Trust of South Australia, dessen Dependance er in London leitete. Er starb im Alter von 82 Jahren.